# Sân bay quốc tế El Dorado

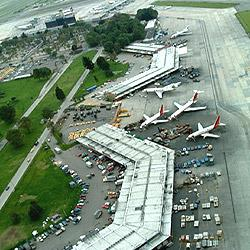
Máy bay AeroSucre tại nhà ga hàng hóa quốc nội, nhà ga này bị phá năm 2008

Sân bay quốc tế El Dorado (IATA: BOG, ICAO: SKBO) là một sân bay quốc tế ở Bogotá, Colombia. Đây là sân bay lớn nhất Mỹ Latin về sản lượng hàng hóa vận chuyển với 585.598 tấn năm 2007, xếp thứ tư Mỹ Latin về lượng khách, sau Sân bay quốc tế Benito Juarez của Mêhicô và hai sân bay chính của thành phố lớn nhất Brasil là São Paulo,Sân bay quốc tế São Paulo-Guarulhos và Sân bay quốc tế Congonhas-São Paulo. Sân bay El Dorado đã phục vụ 12.763.979 lượt khách năm 2007. Sân bay này lớn nhất Colombia. Đây là trung tâm của hãng hàng không quốc gia Avianca và của hãng AeroRepública. Sân bay El Dorado có hai nhà ga.
Sân bay này được khởi công xây dựng năm 1955 và vận hành năm 1959.
Sân bay này đã được khởi công nâng cấp ngày 24 tháng 8 năm 2006 để nâng công suất phục vụ lên 16 triệu lượt khách mỗi năm.

## Các hãng hàng không và các tuyến điểm

### Nhà ga El Dorado

#### Hành lang quốc nội
Hành lang quốc nội có 11 cửa.

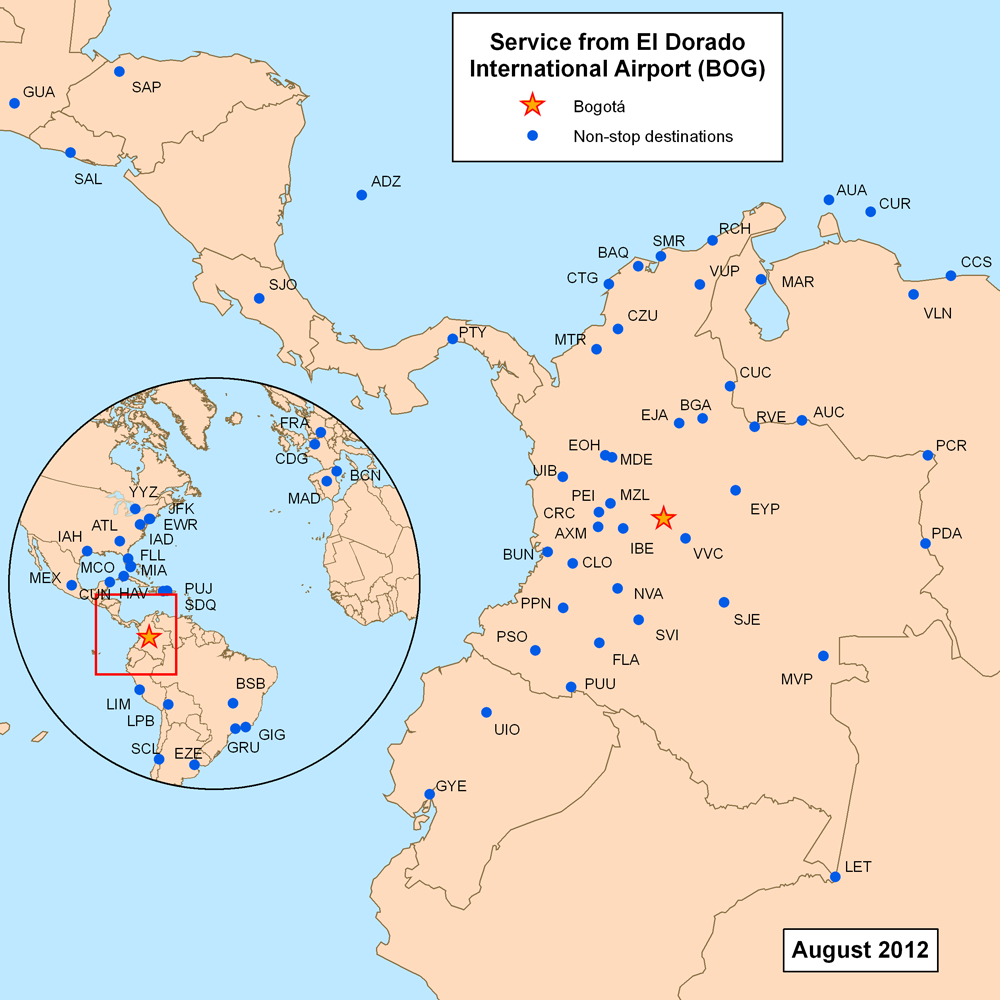
Các điểm đến trực tiếp Bogotá

- AIRES (Armenia, Florencia, Ibagué, Ipiales, Manizales,Medellín-Olaya Herrera, Neiva, Pasto, Popayán, Puerto Asís, Quibdó, Villavicencio, Yopal)
- EasyFly (Arauca, Armenia, Barrancabermeja, Cartago, Ibague, Neiva, Yopal)
- SATENA (Apartadó, Arauca, Buenaventura, Barranquilla, Cali, Corozal, Leticia, Medellín-Olaya Herrera, Neiva,  Pasto, Popayán, Providencia, Puerto Asis, Puerto Inírida, Puerto Carreño, Quibdó, San José del Guavire, Saravena, San Andrés Island, Valledupar, Villavicencio)

#### Hành lang quốc tế
Hành lang quốc tế có 9 cửa.
- AeroGal (Quito)
- Aerolíneas Argentinas (Buenos Aires-Ezeiza)
- AeroSur (Panamá City, Santa Cruz de la Sierra) [bắt đầu ngày 21 tháng 11]
- AIRES (Panama City [seasonal], Maracaibo)
- Air Canada (Toronto-Pearson)
- Air France (Paris-Charles de Gaulle)
- American Airlines (Miami)
- Avianca (Barcelona, Buenos Aires-Ezeiza, Cancun [seasonal], Caracas, Fort Lauderdale, Guayaquil, Lima, Los Angeles, Madrid, Mexico City, Miami, Montego Bay [seasonal], New York-JFK, Oranjestad, Panama City, Porlamar, Punta Cana, Quito, Saint Maarten [seasonal], Santa Cruz de la Sierra [seasonal], Santo Domingo, San Juan (PR) [seasonal], Santiago de Chile, São Paulo-Guarulhos, Washington-Dulles, Willemstad)
  - SAM (Guayaquil, Oranjestad, San José (CR), Valencia, Willemstad)
- Copa Airlines (Panama City)
- Cubana de Aviación (La Habana)
- Delta Air Lines (Atlanta, New York-JFK [bắt đầu 19 tháng 8][1])
- Dutch Antilles Express (Willemstad)
- Iberia (Madrid)
- JetBlue Airways (Orlando)  [bắt đầu cuối năm 2008][2]
- LAN Airlines (Miami, Santiago de Chile)
  - LAN Peru (Lima)
- Spirit Airlines (Fort Lauderdale) [bắt đầu ngày 24 tháng 7][3]
- TACA
  - TACA Perú (Lima)
  - Lacsa (San José (CR))

### Nhà ga Puente Aéreo
Nhà ga Puente Aéreo dành riêng cho Avianca từ năm 1991, có 11 cửa
- Avianca (Armenia, Barrancabermeja, Barranquilla, Bucaramanga, Cali, Cartagena, Cúcuta, Ibagué, Manizales, Medellín-Cordova, Montería, Neiva, Pasto, Pereira, Popayan, Rioacha, San Andrés Island, Santa Marta, Valledupar)

### Bay thuê bao
- APSA
- Avianca do Helicol đảm trách
- Searca

## Các hãng hàng hóa

### Nhà ga quốc nội
- AeroSucre
- AeroSur
- Colombian Air Cargo
- Cargo Express
- Líneas Aéreas Suramericanas
- Tampa Cargo
- Avianca Cargo

### Nhà ga quốc tế
- AeroSucre
- ABSA
- Arrow Air
- Atlas Air
- Cargo B
- Cargolux
- Centurion Air Cargo
- Cielos del Perú
- DHL
- Fedex
- Focus Air Cargo
- Florida West International Airways
- Kalitta Air
- LAN Cargo
- Líneas Aéreas Suramericanas
- Martinair Cargo
- MasAir
- UPS
- Panavia
- Polar Air Cargo
- Tampa Cargo
- Vensecar Internacional